# Miguel Murillo (Fußballspieler, 1988)
Miguel Murillo, vollständiger Name Miguel Antonio Murillo Rivas, (* 3. Juli 1988 in Bogotá oder San Pedro) ist ein kolumbianischer Fußballspieler.

## Karriere

### Verein
Der 1,73 Meter große Offensivakteur Murillo war zunächst in seiner kolumbianischen Heimat beim Amateurverein Atlético Colombia aktiv und verließ seine Heimat nach einer mehrmonatigen Phase ohne Vereinszugehörigkeit im Alter von 17 Jahren in Richtung Uruguay. Er spielte 2006 in der Jugendmannschaft des uruguayischen Klubs Juventud. 2006 wurde er in dessen Reihen Torschützenkönig des Punta Cups. Er gehörte mindestens von der Apertura 2007 bis zur Clausura 2010 dem Profikader an. In der Saison 2008/09 ist ein Erstligatreffer für ihn verzeichnet. Am Saisonende stieg er mit Juventud in die Segunda División ab. Im August 2010 schloss er sich dem Erstligisten El Tanque Sisley an. Dort absolvierte er in der Spielzeit 2010/11 elf Partien in der Primera División und erzielte zwei Tore. 2011/12 folgten 27 weitere Erstligaeinsätze und fünf Treffer. Nachdem er auch in der Apertura 2012 bei zwölf Erstligaspielen viermal ins gegnerische Tor traf, wechselte er im Januar 2013 nach Chile zu Audax Italiano. Siebenmal (kein Tor) lief er bei den Chilenen in der Primera División auf, auch bei der in der Segunda División antretenden Zweiten Mannschaft kam er 19-mal (kein Tor) zum Einsatz. Im Juli 2014 kehrte er auf Leihbasis zu El Tanque Sisley zurück. In der Spielzeit 2014/15 wurde er 24-mal (vier Tore) in der höchsten uruguayischen Spielklasse eingesetzt. Im Juli 2015 wurde er erneut verliehen. Aufnehmender Verein war dieses Mal CD Olmedo aus Ecuador. Zum Jahresanfang 2016 folgte eine Leihstation in Jordanien bei Al Faisaly Amman. Seit der zweiten Junihälfte 2016 stand er bei Atlético Huila unter Vertrag. 2018 wechselte Murillo zu Real Cartagena, für das der Offensivspieler in zwei Spielzeiten sechs Tore erzielte. 2020 spielte der Kolumbianer bei CD Municipal Limeño in El Salvador.

### Nationalmannschaft
Murillo gehörte 2004 kurzzeitig der seinerzeit von Eduardo Lara trainierten U-16 Auswahl Kolumbiens an.